# Yellow Subterfuge
Yellow Subterfuge é o sétimo episódio da vigésima quinta temporada do seriado de animação de comédia de situação The Simpsons, e foi exibido originalmente em 8 de dezembro de 2013. O episódio foi escrito por  Joel H. Cohen e dirigido por Bob Anderson.

## Enredo
Quando o Diretor Seymour Skinner promete que o mais bem-comportado na Escola Primária de Springfield vai começar a montar em um submarino, Bart Simpson faz o possível para se tornar um aluno exemplar. Enquanto isso, Krusty está precisando de dinheiro e Lisa Simpson sugere que ele venda os direitos de estrangeiros para o seu show.

## Recepção

### Crítica
Dennis Perkins, do The A.V. Club, deu ao episódio um "C+", dizendo: "Embora haja uma boa quantidade de risadas ao longo do episódio, "Yellow Subterfuge" uma empresa em ruínas, animada pelo trabalho sólido de Skinner. Mesmo que haja um colapso entre o relacionamento de Bart e Homer, [o episódio] realmente lembra [...] o lendário "Bart Gets an F", um dos primeiros episódios de alusão a capacidade aparentemente incongruente dos Simpsons 'torcerem por uma emoção genuína de situações abertamente tolas'. É um equilíbrio terrivelmente difícil de alcançar, mas o show costumava ser muito melhor nisso".

### Audiência
O episódio foi assistido por cerca de 6,85 milhões de espectadores, e recebeu 3.1 de audiência na demográfica 18-49, sendo o show mais assistido e que mais pontuou no bloco Animation Domination. No geral, ficou em segundo lugar em seu horário.